# Arquitectura de Italia

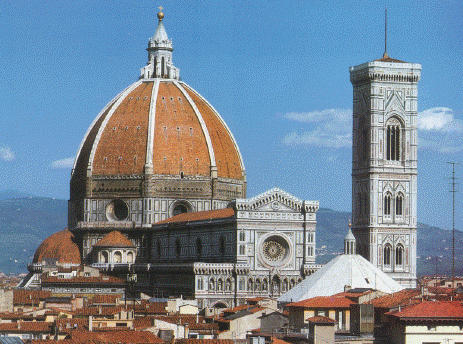
La catedral de Santa Maria del Fiore en Florencia, que posee la mayor cúpula de ladrillo del mundo y es considerada como una de las obras maestras de la arquitectura italiana.

La arquitectura de Italia, a menudo llamada arquitectura italiana, se refiera a todas las formas de este arte en Italia. Italia posee el mayor patrimonio artístico, histórico y arquitectónico del mundo y el mayor número de sitios Patrimonio de la Humanidad Unesco (47 en el 2015). En el país hay muchos y muy diversos estilos arquitectónicos, que no pueden ser clasificados de forma simple por periodo, sino que también tienen que ser clasificados por región, debido a la división de Italia en diversas ciudades estado y territorios hasta 1861. Así, se han creado una serie de diseños arquitectónicos distintos y eclécticos. Italia es conocida por sus enormes avances técnicos en arquitectura, como lo fueron la construcción de arcos, cúpulas y estructuras similares durante el Imperio romano, la creación del Renacimiento arquitectónico a finales del siglo XIV, siendo el país de origen del Palladianismo, un estilo constructivo que inspiró movimientos como la arquitectura neoclásica e influenció el diseño de las casas de campo de ricoshombres en el Reino Unido, Australia y Estados Unidos en los siglos XVII hasta principios del XX. Varios de los mejores trabajos de la arquitectura occidental, como el Coliseo y el barroco romano (en iglesias y el palacios), el Palacio del Quirinal en Roma, el Palacio Real de Caserta en Nápoles, la Catedral de Milán, la Catedral de Florencia y el renacimiento toscano, y muchos de los edificios de Venecia están en Italia. Se ha estimado que Italia posee más de 100.000 monumentos arquitectónicos (museos, palacios, iglesias, villas, fuentes, casas históricas y restos arqueológicos), lo que la sitúa como el país con el mayor número de monumentos históricos y arquitectónicos al mundo, seguido por Francia que se coloca en segunda posición con "solo" 44 236 bienes.
La arquitectura de Italia también ha tenido una profunda influencia en la arquitectura mundial. La expresión «arquitectura italianizante» o «a la italiana», popular en Europa desde el siglo XIV hasta mediados del XX, era empleada para describir arquitectura extranjera que se hacía siguiendo los gustos y estilos italianos.

## Antigua Grecia y los etruscos

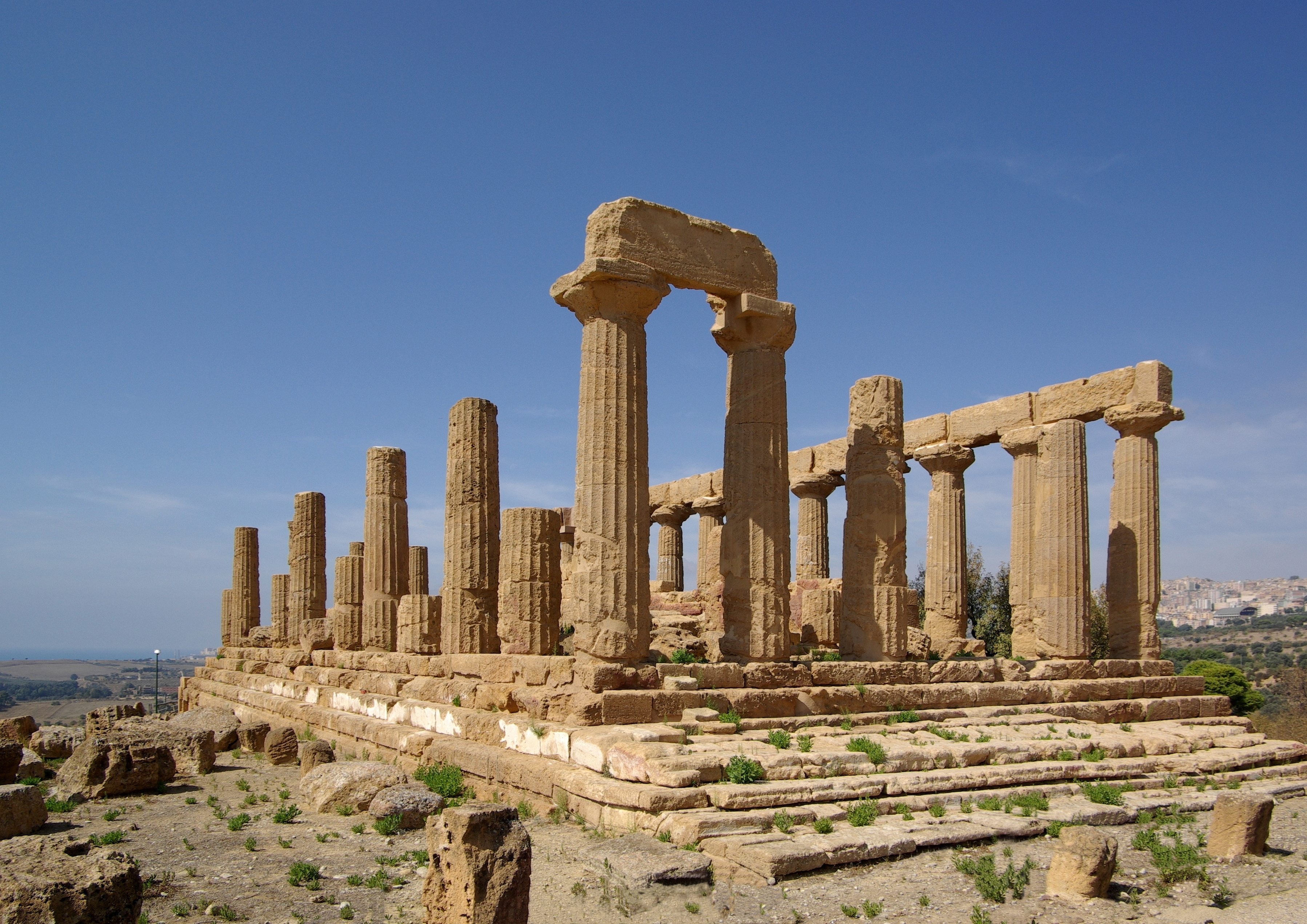
Restos arqueológicos de Agrigento, en Sicilia.

Teniendo en cuenta los restos de la arquitecta prehistórica, los primeros en comenzar el diseño de edificios fueron los antiguos griegos y los etruscos. En la Italia septentrional y central, fueron los etruscos quienes dominaron la arquitectura. Los edificios etruscos estaban realizados con ladrillo y madera, por lo que se han conservado pocos ejemplos de su arquitectura, con la excepción de unos pocos en Volterra, en la Toscana. La arquitectura etrusca influenció fuertemente a la romanas, ambos construyendo templos, foros, calles públicas y acueductos. Los pesados pilares y porches creados por los etruscos y las puertas de sus ciudades también tuvieron una influencia en la arquitectura romana posterior.
En el sur de Italia, comenzando en el siglo VIII a. C., colonos griegos crearon lo que se llamaría la Magna Grecia, donde se construían los edificios siguiendo un estilo propio. Los griegos construían casas más grandes, mejores y tecnológicamente más avanzadas que las personas de las edades de Bronce y de Hierro, y también tuvieron una importante influencia sobre la arquitectura romana. Los templos griegos destacan por haber sido construidos en piedra, con columnas de mármol. Hacia el siglo IV a. C., durante el Período helenístico, se puso de moda la construcción de teatros, que eran semicirculares y tenían un auditorio y un escenario. Se solían construir en laderas, aprovechando la pendiente, al contrario que los romanos, que podían construirlos en llano. Los restos de arquitectura griega se concentran en las regiones de Calabria, Apulia y Sicilia, siendo el más espectacular el de Agrigento, en Sicilia, que ha sido declarado Patrimonio de la Humanidad por la Unesco.

## Antigua Roma

El Coliseo de Roma.

La arquitectura de la Antigua Roma adoptó el aspecto de la arquitectura griega hacia el siglo II a. C., creando un nuevo estilo arquitectónico. Ambos estilos a menudo se consideran juntos como el núcleo de la arquitectura clásica. Los romanos también adoptaron de los griegos otros aspectos relacionados con la arquitectura; por ejemplo, en la introducción y el uso del triclinio en las villas romanas como el lugar y la forma de comer. Los romanos también adoptaron elementos de la civilización etrusca vecina, de los que tomaron elementos esenciales de su arquitectura como las obras hidráulicas y la construcción de arcos.
La riqueza y la densidad de población, entre otros elementos, obligaron a buscar soluciones arquitectónicas propias en las ciudades romanas. El uso de la cúpula y los arcos, junto con el conocimiento de los materiales de construcción, permitieron un éxito sin precedentes en la edificación de impresionantes estructuras públicas. Los ejemplos incluyen los acueductos, las Termas de Diocleciano, las Termas de Caracalla, las basílicas y, quizás su obra más famosa, el Coliseo. Estas obras eran reproducidas a escala menor en las ciudades más importantes del Imperio. Algunas de las estructuras que han sobrevivido están casi intactas, como las murallas de Lugo en la Hispania Tarraconensis.

## Arquitectura paleocristiana y bizantina

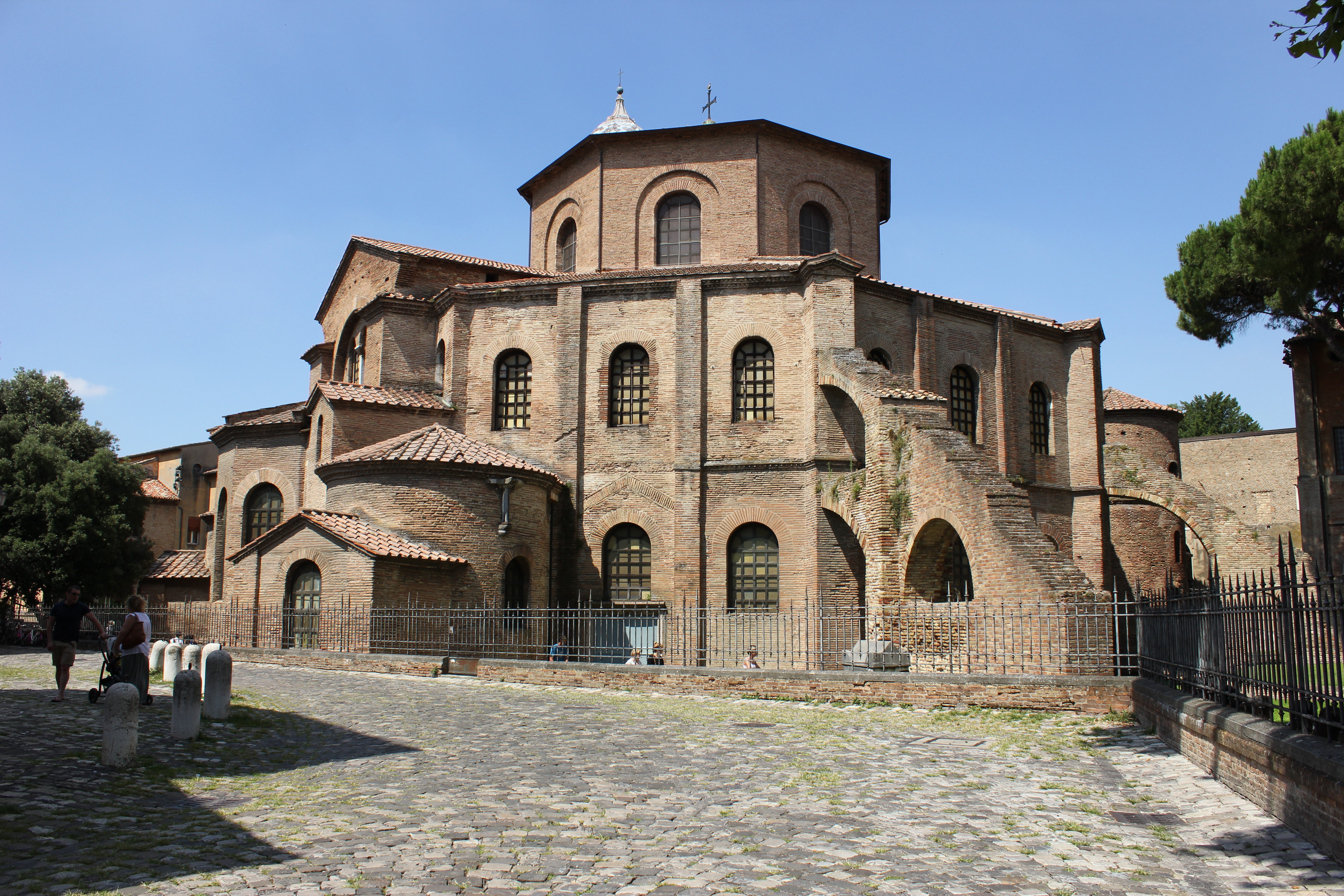
Iglesia de San Vital en Rávena

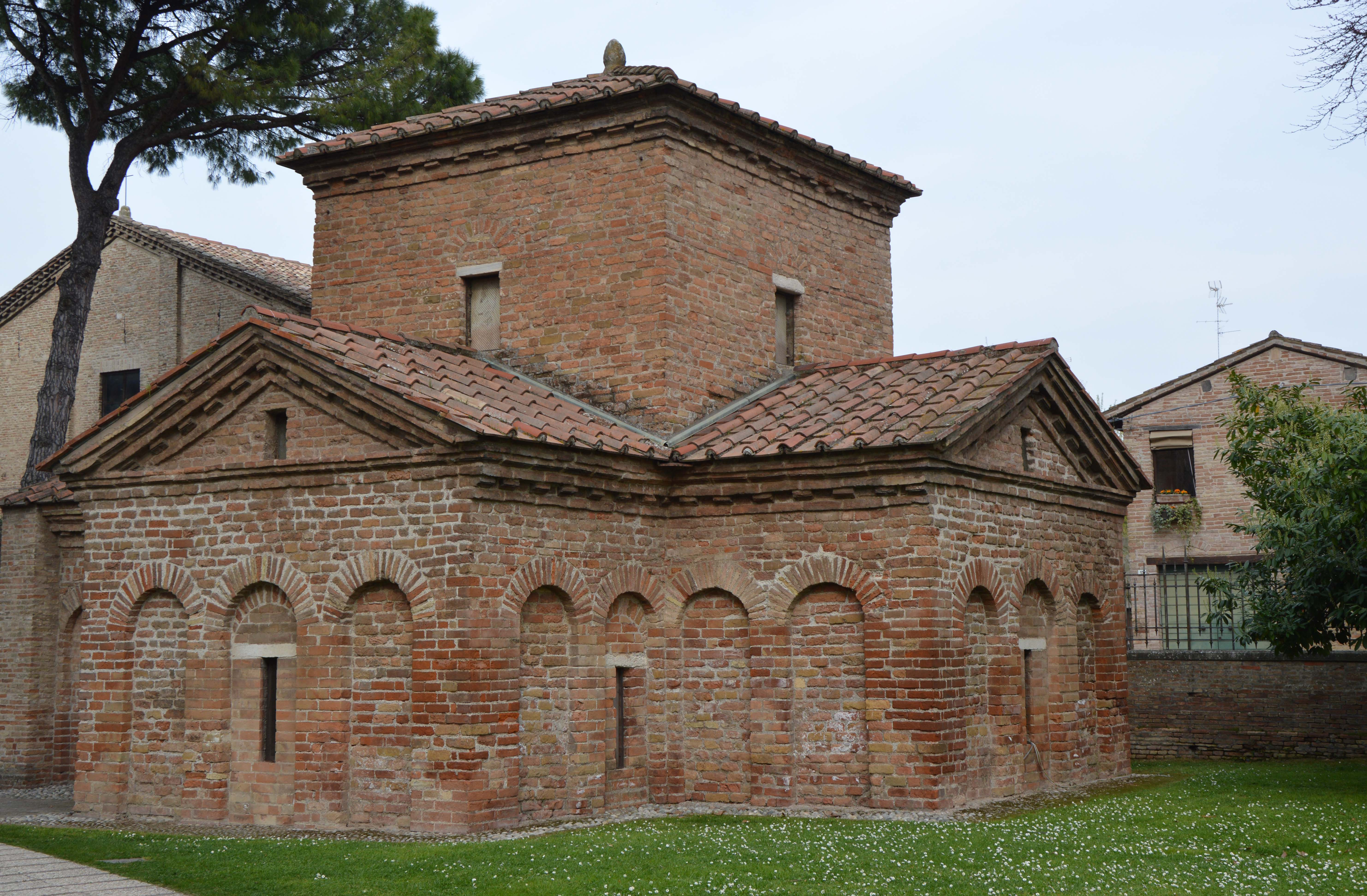
Mausoleo de Gala Placidia

Italia se vio muy pronto afectada por la nueva religión cristiana, convirtiéndose Roma en la sede del papa. El arte y la arquitectura paleocristiana también estaban ampliamente inspirados en la cultura pagana de los romanos; y estatuas, mosaicos y pinturas decoraban sus iglesias. El concepto cristiano de la «basílica» se inventó en Roma: edificios largos y rectangulares, casi de estilo romano antiguo, a menudo con ricos mosaicos y decoraciones adornando el interior, siendo la mejor conservada la Basílica de Santa Sabina de Roma. Frescos paleocristianos tardíos todavía pueden ser vistos en algunas de las numerosas catacumbas de Roma.

Tras la caída del Imperio Romano de Occidente en el año 476, el Imperio bizantino se convirtió en el área más avanzada en muchos aspectos de las artes y las ciencias, entre las que también se contaba la arquitectura. Los bizantinos también dejaron sus huellas en Italia, construyendo diversos edificios, palacios e iglesias en su estilo característico, siguiendo los principios de la arquitectura romana, pero dándole un aire oriental. La arquitectura bizantina es conocida por sus cúpulas rebajadas y el amplio uso de mosaicos dorados e iconos, en lugar de estatuas. Los principales ejemplos de arquitectura bizantina en Italia se encuentran en Sicilia, donde se pueden ver por ejemplo las catedrales de Cefalu, Palermo o Monreale, aunque el ejemplo más conocido se encuentra en el norte, la Basílica de San Marcos en Venecia.

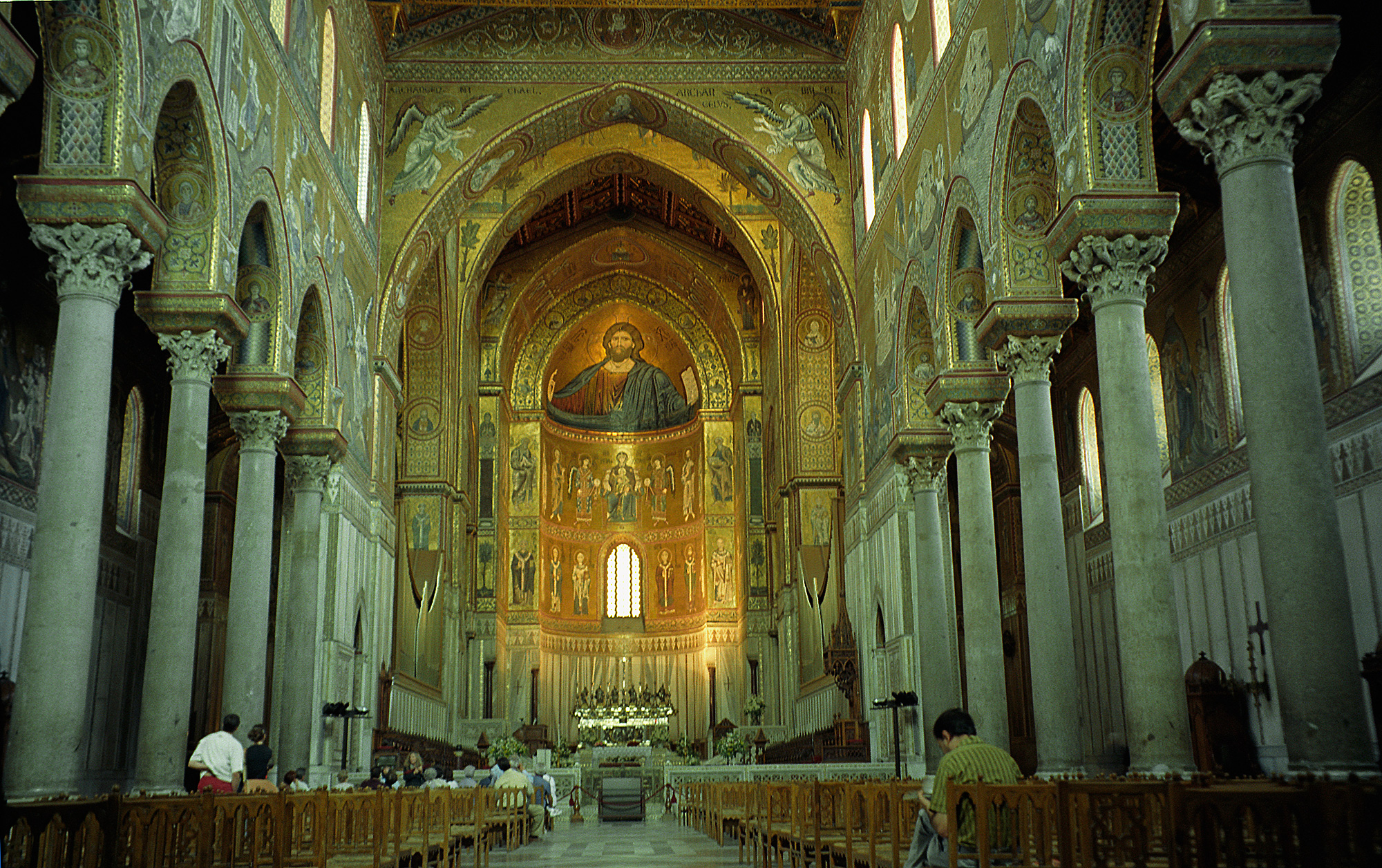
Mosaicos bizantinos del interior de la catedral de Monreale, Sicilia
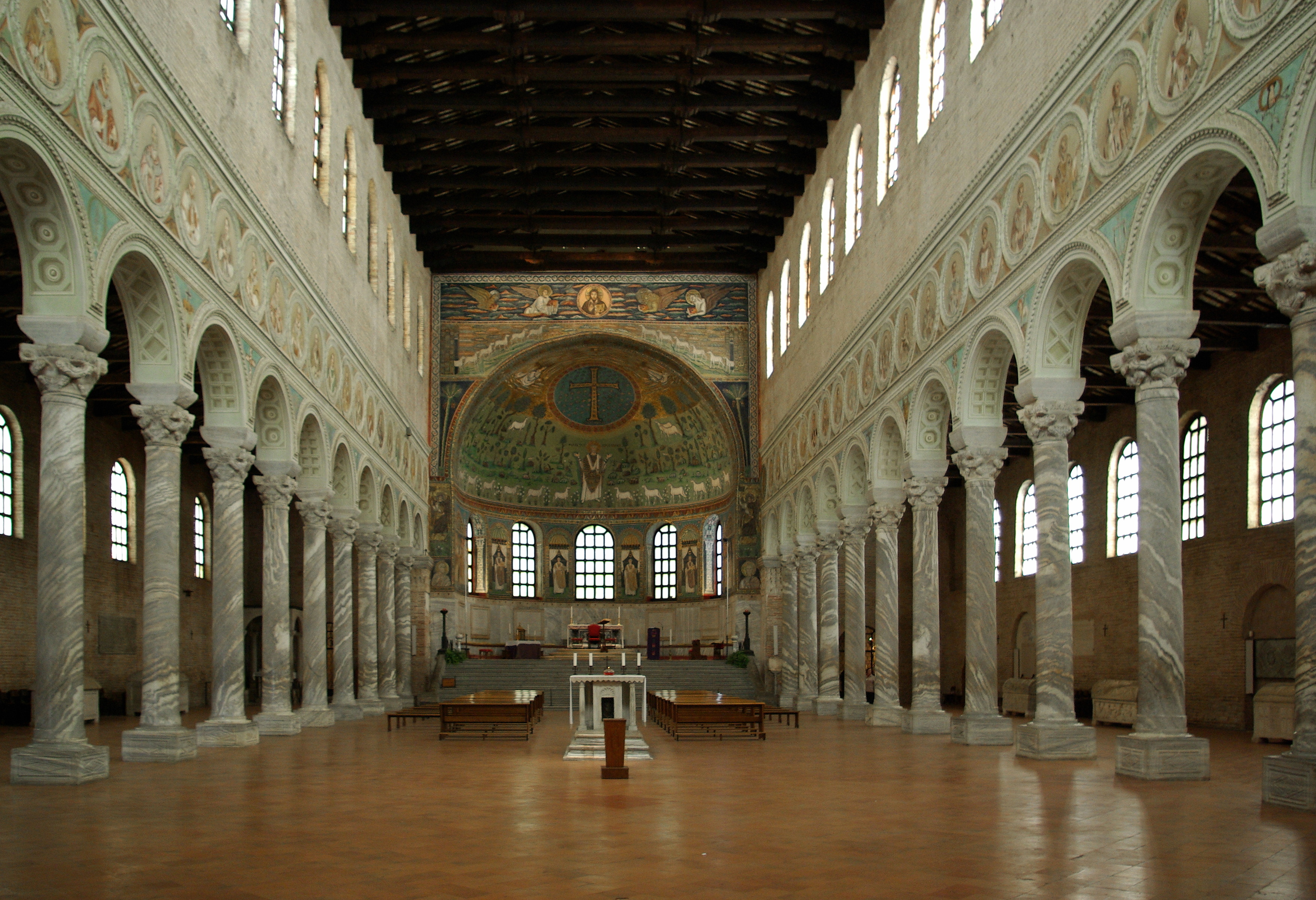
Nave de la basílica de San Apolinar en Classe, puerto histórico de Rávena
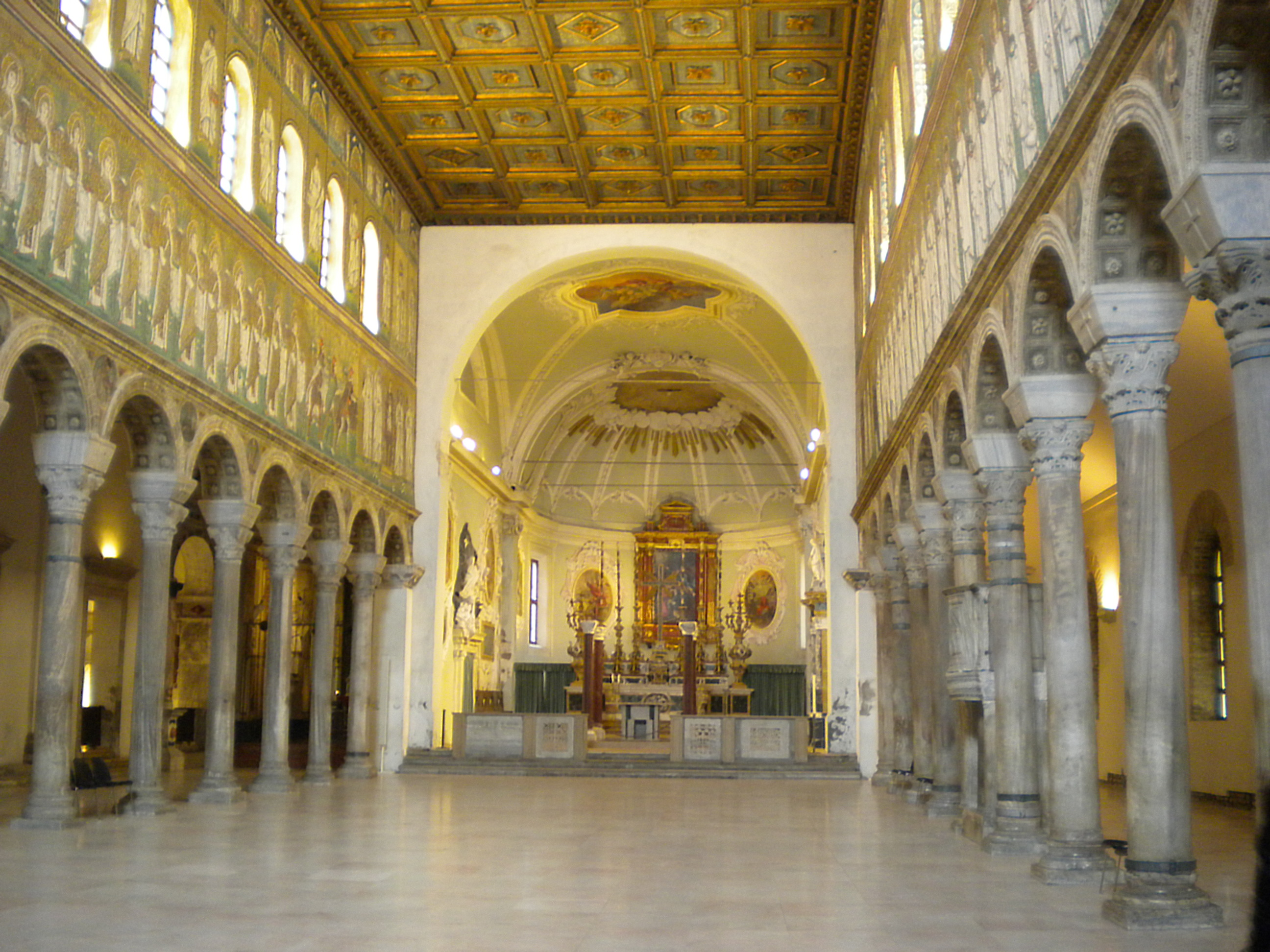
Interior de la basílica de San Apolinar Nuovo en Rávena
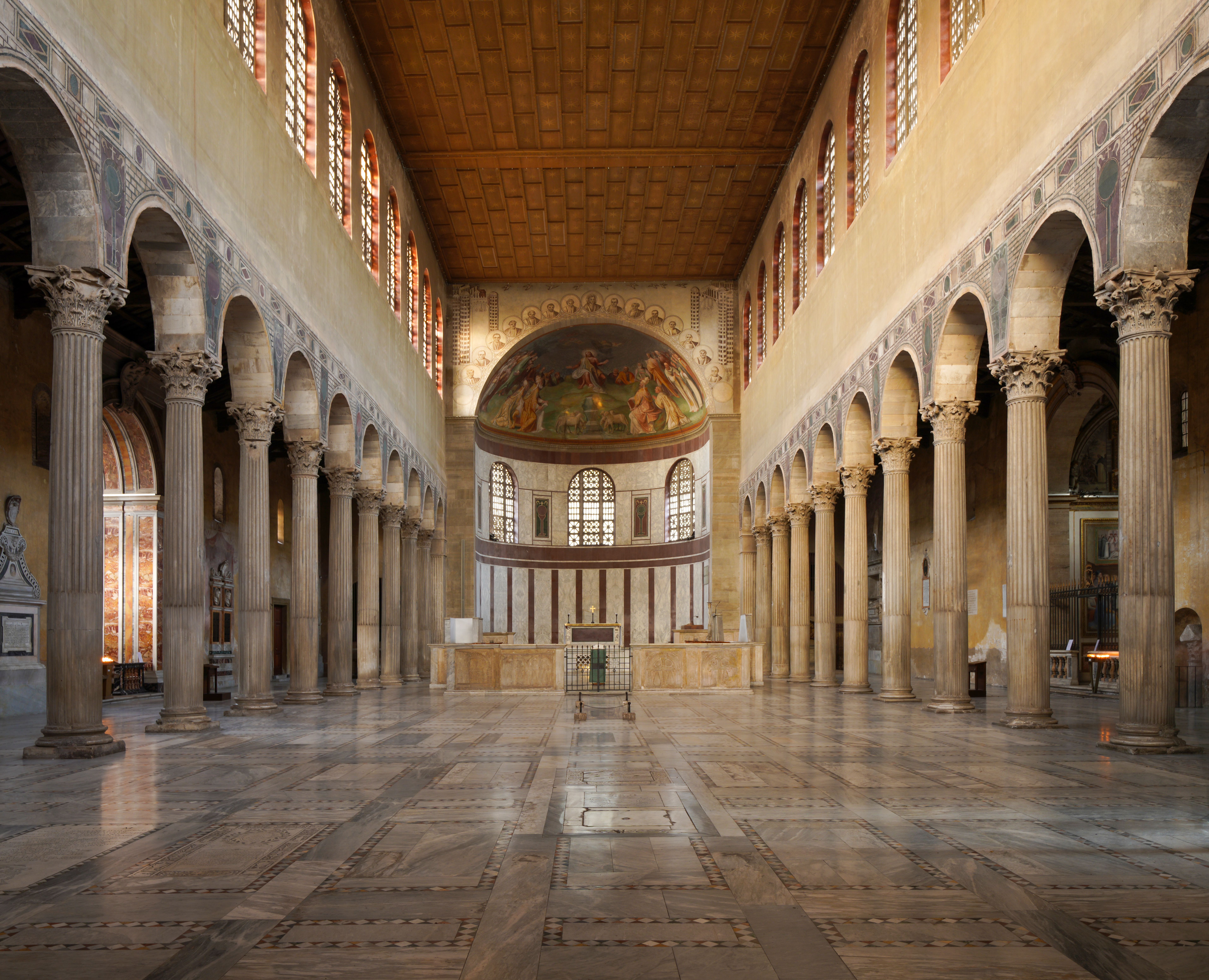
Basílica de Santa Sabina en Roma, arquitectura paleocristiana del siglo V
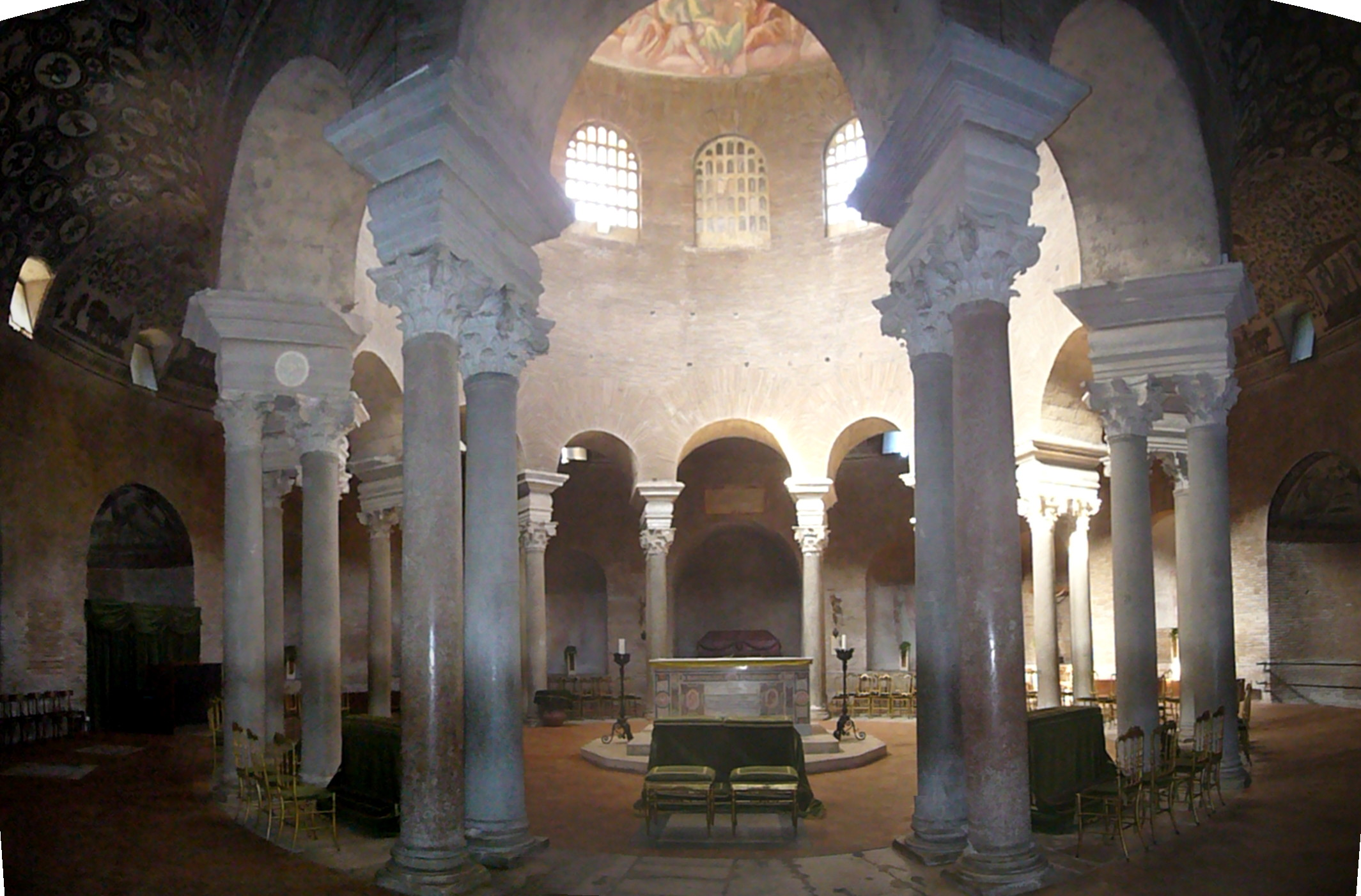
Mausoleo de Santa Constanza de Roma, 24 columnas sostienen el tambor y la cúpula

## Arquitectura románica
La arquitectura románica italiana comprende un período de producción arquitectónica más amplio que el de otros países europeos: desde los precoces ejemplos de los últimos decenios del siglo XI hasta, en algunas regiones, todo el siglo XIII.
En ese periodo Italia estaba desmembrada políticamente, con muchos poderes regionales —cristianos en el norte y centro (reino de Lombardía, marcas de Toscana y de Verona, república de Venecia, Estados Pontificios, ducado de Spoleto) y más cercanos a los bizantinos y musulmanes, y luego a los normandos, en el sur (principados de Capua, de Benevento y de Salerno, ducado de Amalfi, catapanato de Italia y emirato de Sicilia)— que combatían entre ellos, debilitándose económica y socialmente. La Alta Edad Media fue en el país una época de miseria, que alcanzó también al monacato, corrompido y relajado, que apenas pudo dedicarse a la construcción de nuevos monasterios. Hasta mediados del siglo XI la situación no cambió, coincidiendo con el resurgimiento europeo, económico y demográfico, de los siglos XI y XII que tuvo un gran efecto en el país. En el norte de Italia confluían dos de los grandes ejes económicos de la cristiandad: la ruta que desde las ciudades comerciales del norte de Alemania y del Báltico (agrupadas en la Hansa) atravesaba el Rin y el Ródano, con las rutas marítimas que a través del Mediterráneo trasportaban las especias y productos de lujo de Oriente y los países musulmanes. Convertidas en emporios comerciales, muchas ciudades italianas experimentaron un desarrollo económico que les llevó a crear flotas mercantes y barrios comerciales en Oriente (Palestina, Bizancio, Egipto...). Fue la etapa de las Repubbliche marinare y, particularmente Génova y Venecia, extendieron su dominio a islas y puertos a lo largo del Mediterráneo y el mar Negro forjando auténticos imperios de ultramar. Dado el vacío de poder causado por la fragmentación territorial y la lucha entre el Imperio y la Santa Sede, las potencias locales buscaron formas autónomas de mantener la ley y el orden. La controversia de la investidura finalmente fue resuelta por el Concordato de Worms. En 1176, una liga de ciudades-estado, la Liga Lombarda, derrotó al emperador alemán Federico Barbaroja en la batalla de Legnano, asegurando una independencia efectiva de la mayoría de las ciudades italianas del norte y centro. Políticamente, supuso el ascenso social de los comerciantes, que formaron una oligarquía gobernante en muchas de esas ciudades que pudo emprender ambiciosos programas edificatorios, incluidos religiosos, pero en los que la reforma cluniacense tuvo poca influencia.
La arquitectura en esta época fue uno de los periodos más fructíferos y creativos de la arquitectura italiana, muy influida por lo que se hacía en Francia y Alemania, pero también hay una profunda influencia bizantina y de la arquitectura clásica. Dio lugar a muchas obras maestras y variantes locales muy diversas, tanto en estilo como en construcción. Posiblemente la escuela más «artística» fuese la toscana —principalmente en Florencia y Pisa—, que hizo uso generalizado del mármol y que en el exterior destaca la combinación de elementos arquitectónicos repetidos: franjas horizontales, arquillos ciegos y frontones y columnas. El románico siciliano, con influencias normandas, también debe ser tomado en consideración así como el lombardo —más avanzado en sus estructuras arquitectónicas que el toscano, pero menos artístico— y el piamontés.
La arquitectura románica dejó de emplear las techumbres de madera y experimentó con el uso de bóvedas de cañón. La gran innovación italiana fue la bóveda de arista, que no se usaba desde los tiempos de la Antigua Roma. El peso de los edificios se transmitía hacia el exterior y se solía recoger en contrafuertes para soportar el peso de la techumbre. Los gruesos muros, que también soportaban parte de ese peso, tenían ventanas pequeñas, con interiores bastante más banales y aburridos que las iglesias paleocristianas y bizantinas; solían consistir en paredes de mármol o piedra, con poca decoración, al contrario que los ricos interiores tapizados de mosaicos de las iglesias bizantinas.
Las innovaciones planimétricas introducidas en Francia y Alemania durante el período románico no llegaron inmediatamente a Italia, donde, entre los siglos XI y XII, la construcción de plantas basílicales continuó, generalmente sin un transepto. Sin embargo, los deambulatorios con capillas radiantes hicieron su aparición en la abadía de Sant'Antimo (1118-mitad del XII) y en la catedral de Aversa (1053-1090).
Los tres edificios principales del románico temprano fueron iniciados el mismo año, en 1063, no muy alejados entre sí: la abadía benedictina de San Abundio (1063-1095), en Como, la catedral de Pisa (1063-1118) y la basílica de San Marcos (1063-1092), la catedral de Venecia. San Abundio fue consagrada en 1095 y muestra la relación de Lombardía con el románico transalpino, con rasgos cluniacenses tanto en planta como en el tratamiento exterior y exterior. Con cinco naves cubiertas con vigas de madera, presenta un doble campanario al estilo de los Westwerk alemanes y una decoración del muro exterior con arcos ciegos y lesenas, además de un notable corredor escultórico de los «comacini magistri».
La catedral de Pisa fue consagrada en el 1118 y puesto que la república mantenía fuertes contactos comerciales con Bizancio, recibió influencias orientales —los «matroneos» y la cúpula elíptica con coronamiento de bulbo— aunque reinterpretadas según el gusto local, con formas artísticas de notable originalidad, como el interior en cinco naves con columnatas (antiguamente de cruz griega, ampliado a planta latina), inspirado en la desaparecida catedral románica de San Martino en Lucca, que tenía una distribución de espacios típicamente paleocristiana. 
La basílica de San Marcos, construida sobre un palacio preexistente, funcionaba como capilla palatina del palacio ducal y no dependía del patriarca de Venecia. La construcción se terminó en 1092, pero no concluyó en su estado actual hasta el siglo XIV, aunque el estilo se mantuvo unitario y coherente pese a las diversos influencias artísticas que sufrió a lo largo de los siglos, siendo una conjunción única entre arte bizantino y occidental. La planta es de cruz griega con cinco cúpulas distribuidas en el centro y a lo largo de los ejes de la cruz, rodeadas de grandes arcos. Las naves, tres por brazo, están divididas por columnatas que confluyen hacia los pilares que sostienen las cúpulas; no se hicieron como un bloque único de muro sino articulados a su vez con cuatro pilares y una cúpula más pequeña. (El tema de la cúpula también aparece en las Marcas y en el Sur, y en particular en algunas iglesias del románico apuliano (duomo de Molfetta, 1150-?), mientras que el tema de la cruz inscrita aparece en Stilo (Cattolica de Stilo), Otranto y Trani.)
En la segunda mitad del siglo XI, se construyó la iglesia abacial de Montecassino (1066-1071), dotada de un transepto que no sobresale del cuerpo del edificio y con ábsides al final de cada una de las tres naves. Sin embargo, el edificio más importante en el sur de Italia se encuentra en la basílica de San Nicolás de Bari (1087-1197), construida durante el dominio ítalo-normando de Apulia, que presenta un transepto, con soportes alternos a lo largo de la nave y con dos torres en la fachada según el uso normando.
En el centro-norte de Italia, por otro lado, se desarrollaron las galerías con arcadas (como en el duomo de Modena (1099-1184), con un transepto no sobresaliente, tres ábsides y un campanile (la Ghirlandina) aislado) que encontraron aplicaciones notables en el románico pisano (Duomo y campanile de Pisa, duomo (1063-1070) e iglesia de San Miguel en Foro (1070-?) en Lucca, duomo de Pistoia y otras iglesias toscanas, pero que en parte también influyeron en la arquitectura románica sarda y corsa. En cambio, en Lombardía, la basílica de san Ambrosio de Milán (1088-1099) es recordada por su cobertura con bóveda de crucería y nervaduras entre las más antiguas de Europa.
De matriz germánica son, en Como, la basílica de Sant'Abbondio, rehecha por los benedictinos (1050-1095) (privada de transepto) y la iglesia de San Fedele (1120) (inspirada en las plantas trilobadas de Colonia). La planta de la catedral de Parma (1059-1116) aún se refiere a Alemania, con un transepto saliente y un ábside único terminal. En la zona del Véneto destaca San Zenón de Verona. 
Aún en la Italia septentrional, las principales catedrales se caracterizaron por la presencia de imponentes baptisterios exentos (como el baptisterio de Cremona (1167-?) y el baptisterio de Parma (1196-1270), aunque el baptisterio más famoso se encuentra en el centro de Italia, el baptisterio de Pisa (1152-1363).
Por otro lado, en Florencia fueron favorecidos los motivos arquitectónicos de la época romana, dando lugar a lo que los críticos llamaron el estilo proto-renacentista (basílica de San Miniato al Monte (1013-?), baptisterio de San Giovanni (1059), Iglesia de los Santos Apóstoles, abadía Fiesolana, en Fiesole). Un interés similar en la antigüedad se puede encontrar en y alrededor de Roma (fachadas del duomo de Civita Castellana y de San Lorenzo fuori le mura).
En Sicilia, los elementos bizantinos se unieron a los normandos y sarracenos, encontrándose en algunas iglesias de Palermo (San Cataldo (1154-1160) y otras) y en las catedrales de Cefalù (1131-1148) y Monreale (1172-1267) (las tres declaradas en 2015 patrimonio de la humanidad como «Palermo árabe-normando y las catedrales de Cefalú y Monreale»)
En la arquitectura civil, por otra parte, numerosas torres nobles hicieron su aparición; destacan las de San Gimignano y Bolonia.
- basílica de San Nicolás de Bari (1087-1197)
- Duomo de Lucca (1063-1070)
- iglesia de San Miguel en Foro (1070-?) en Lucca
- Baptisterio de Parma (1196-1270)
- Catedral de Cefalú (1131-1148)
- San Zenón de Verona (1138-1389)

## Arquitectura gótica
La arquitectura gótica italiana (gotico temperato) tiene características propias que la distinguen considerablemente de la arquitectura gótica del lugar de origen, Francia (gótico francés a partir de la abadía de Saint-Denis), y de la de otros países europeos donde este estilo se había ya difundido (como Inglaterra, Alemania o España, con el gótico inglés, alemán o español).
La innovación técnica y la audacia estructural francesas no fueron aceptadas, prefiriendo mantener la tradición constructiva consolidada en siglos anteriores, e incluso desde un punto de vista estético y formal, no emuló el énfasis vertical casi estático de las catedrales francesas. Si bien hubo una aplicación temprana de elementos góticos en la época románica —como los rosetones y las bóvedas de crucería (norte de Italia) y los arcos apuntados (árabe-normando en la Italia meridional)—, la tradición románica italiana —influenciada por los modelos bizantino, paleocristiano e incluso grecorromano— se resistía a la masiva sustitución de los muros por vanos. Probablemente se debiera a cuestiones puramente prácticas: el clima italiano habría causado en los edificios cubiertos de vidrieras un efecto luminiscente (efecto invernadero), sobre todo en los meses estivales, que haría casi imposible permanecer en el interior de las iglesias. Mantener los muros masivos proporcionaba no sólo una temperatura más adecuada, más fresca, sino también una superficie perfecta en la que se extendían preciosas decoraciones al fresco. Se obtuvo así en Italia un compromiso entre los principios estéticos y estructurales del románico y del gótico, sin aumentos excesivos de altura y reducciones esqueléticas de las masas murarias.
El gótico llegó a Italia de forma tardía y arraigó poco. Los cistercienses fueron los introductores de la arquitectura gótica en el país, monjes llegados de Francia fundaron en la región del Lazio la abadía de Fossanova, primer edificio gótico italiano. En el siglo XIII las órdenes mendicantes de dominicos y franciscanos se adhirieron al estilo cisterciense. Las iglesias mantuvieron grandes superficies de muros, en las que hicieron sobresalir las pinturas al fresco y menos espacio para las vidrieras. El mejor edificio gótico italiano de este siglo es la catedral de Siena, maravilla del mármol. A finales del siglo XIII hay una gran actividad gótica y se inicia la construcción del Palacio Comunal de Siena y del Palazzo Vecchio de Florencia, caracterizados por la construcción de elevadas torres.
Durante el siglo XIV, la arquitectura gótica italiana sigue manteniendo unas pecularidades propias, destacando la catedral de Orvieto, muy relacionada con la de Siena. En Florencia también son notables la iglesia de la Santa Cruz, levantada por la orden franciscana, y el interior de la iglesia de Santa María Novella. También en esa ciudad comienza a construirse la catedral de Santa María del Fiore, que se finalizaría ya en el nuevo estilo renacentista.
En el siglo XV, los finales del gótico empiezan a confundirse con los inicios del Renacimiento. En Venecia siguen construyéndose numerosos palacios, y en este siglo se termina el Palacio Ducal, destacando también el palacio Contarini y la Ca' d'Oro. La obra magna del gótico italiano es la catedral de Milán, iniciada en 1386 y cuya construcción se prolongó hasta el siglo XIX. Destaca por la sobrecargada decoración de su fachada, que se concretó entre 1805 y 1813 y finalmente fue terminada en 1814, con una superficie de 4500 m² y embellecida a lo largo del siglo XIX con centenares de estatuas.
Una posible periodización de la arquitectura gótica italiana contempla:
- una fase inicial, que se desarrollaría a finales del siglo XII y comienzos del XIII (fechas correspondientes con el gótico inicial y el gótico pleno francés), que incluiría la arquitectura cisterciense,
- un primo gotico, que se desarrollaría entre 1228 y 1290 (fechas correspondientes con el gótico radiante francés);
- un gótico maduro (gotico maturo) que se desarrollaría entre 1290 y 1385;
- y una última fase, desde 1385 hasta el siglo XVI, que conviviría con la primera arquitectura del Renacimiento, con el inicio y la continuación de los sitios de construcción tardogóticos, como la catedral de Milán, catedral de Nápoles o la basílica de San Petronio de Bolonia (1390-1663).

- Duomo de Siena (1220-1263)
- Interior y ciclos pictóricos de la basílica superior de San Francesco de Asis)
- Basílica de San Juan y San Pablo de Venecia
- Palazzo Ducale (Gótico veneciano, ca. 1303-1340)
- Palazzo Vecchio de Florencia (1299-1314)

## Arquitectura renacentista y manierista

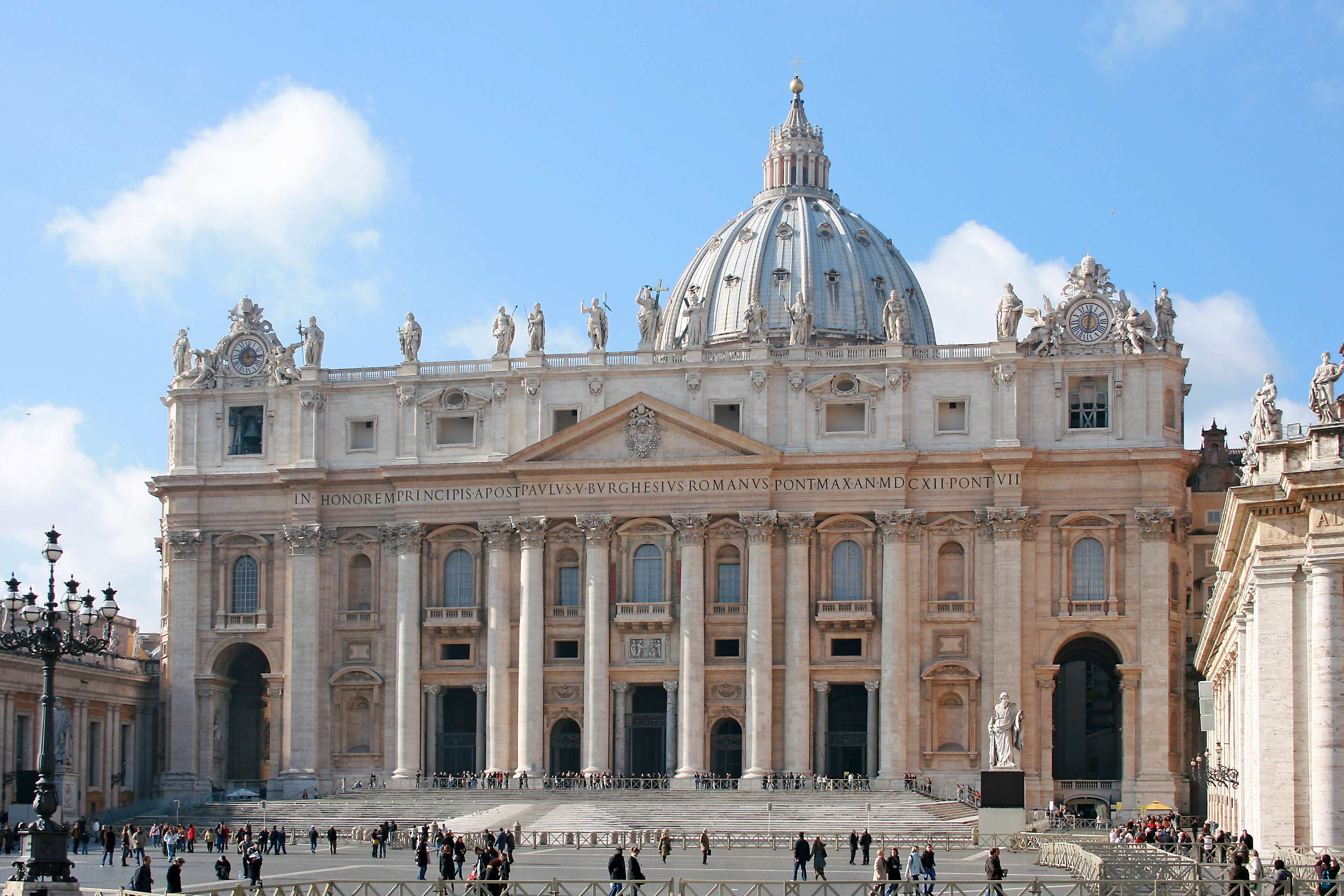
Fachada renacentista de la Basílica de San Pedro en Roma.

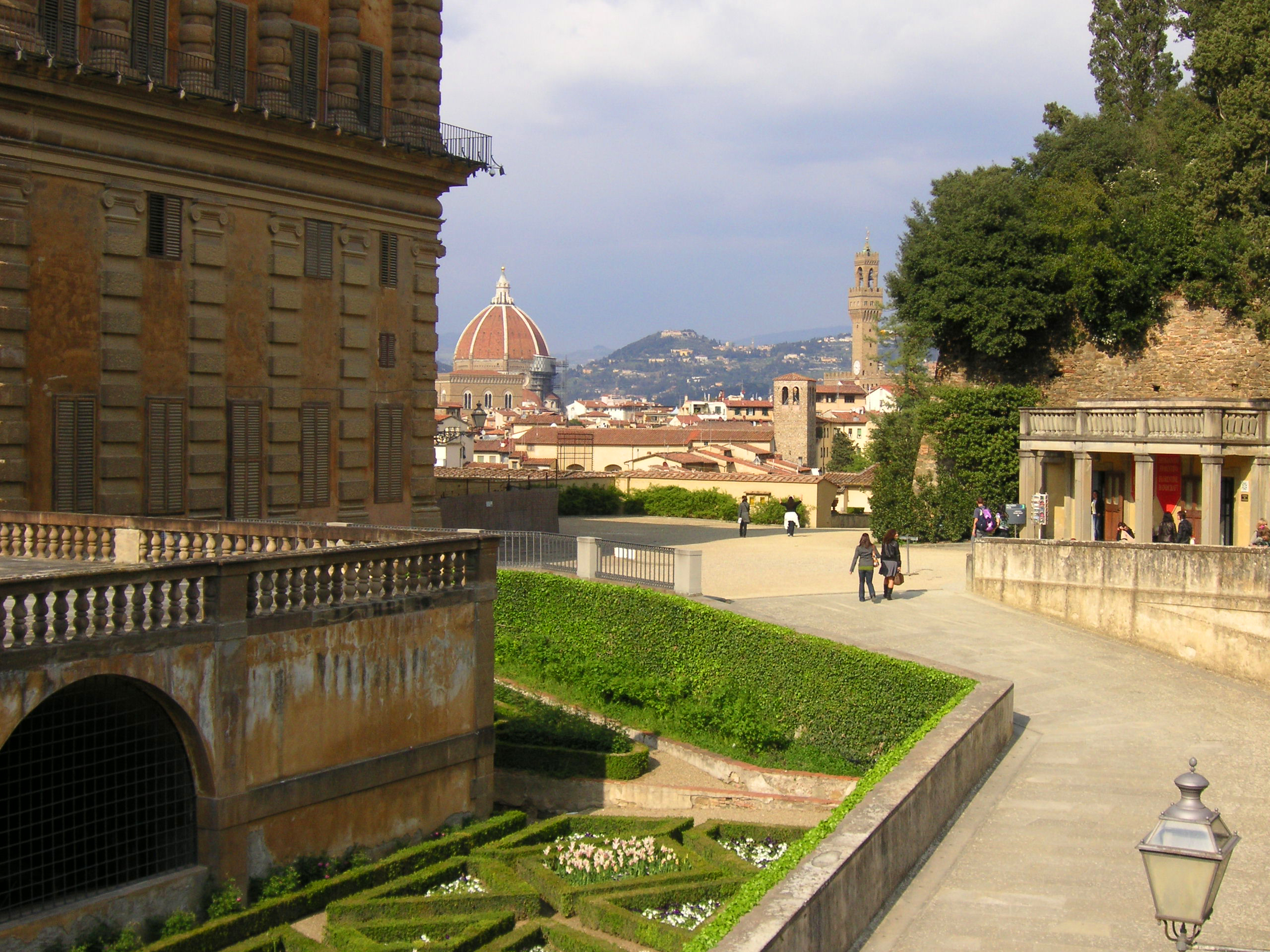
Vista del centro de Florecia desde el renacentista Palacio Pitti.

La Italia del siglo XV, y particularmente la ciudad de Florencia, son la cuna del Renacimiento. El nuevo estilo arquitectónico renacentista comenzó sus pasos en Florencia, al contrario que el Gótico, el Renacimiento no surgió de una lenta evolución del estilo anterior, el Románico en el caso del Gótico, sino que surgió de un esfuerzo consciente de un grupo particular de arquitectos que buscaban revivir el orden de una «Edad de oro». El interés del estudio de la arquitectura de la Antigüedad coincidió con un surgir general del estudio.
Italia nunca había aceptado completamente la arquitectura gótica. A excepción de la Catedral de Milán, construida en gran parte por alemanes, pocas iglesias italianas muestran un énfasis en la verticalidad, las agujas abigarradas, la tracería ornamental y las complejas bóvedas nervadas que caracterizan el Gótico internacional. Los arquitectos italianos preferían formas que estaban claramente definidas y elementos estructurales que expresaban su función. Muchos edificios del románico toscano muestran estas características, como el Baptisterio de Florencia o la Catedral de Pisa.

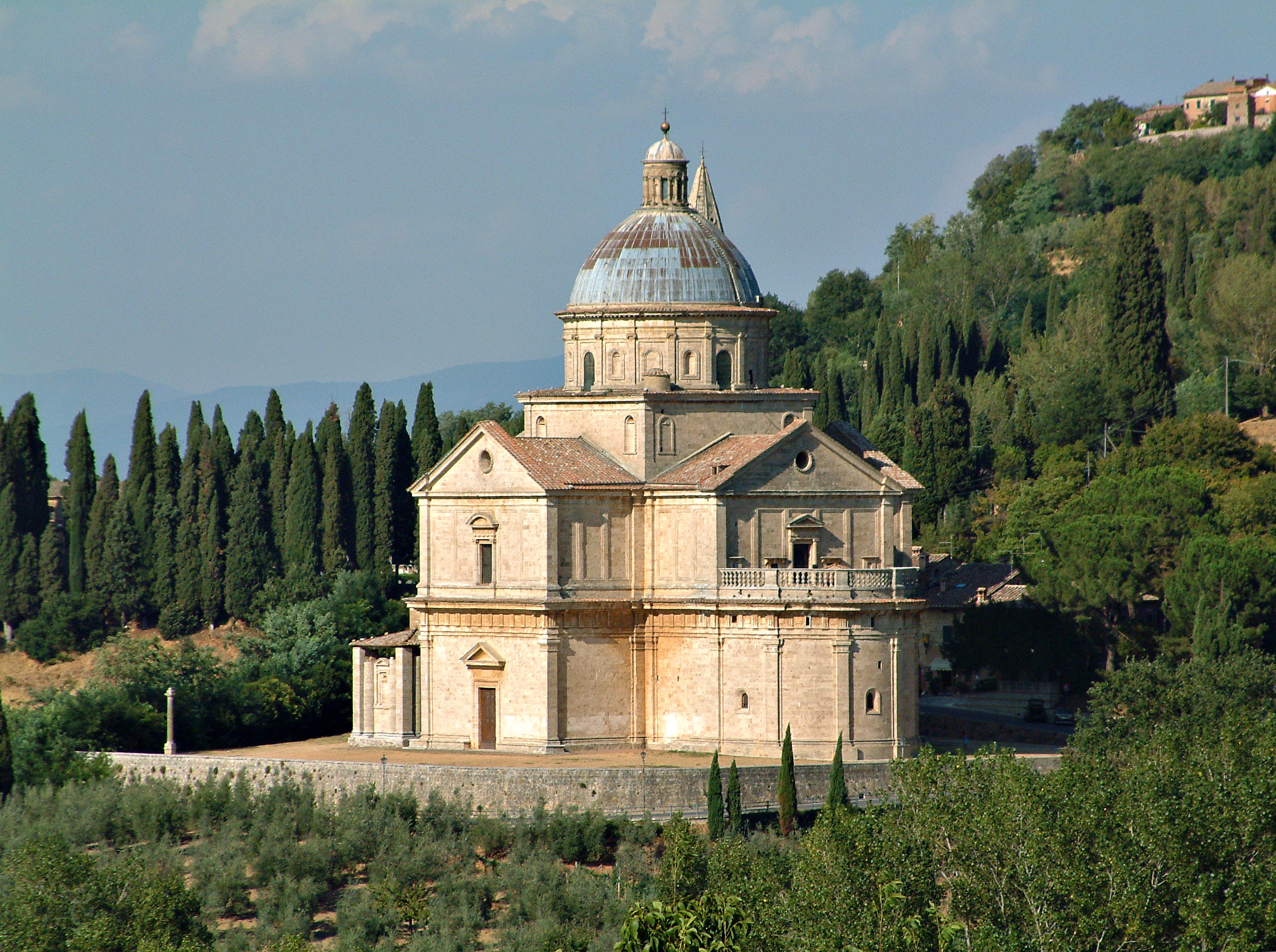
La iglesia renacentista de San Biagio en Montepulciano.

La presencia de restos arqueológicos de la Antigüedad, especialmente en Roma, mostrando el estilo clásico, sirvieron de inspiración a los artistas, en una época en la que la filosofía también giraba su mirada hacia los autores clásicos.
La cúpula de la Catedral de Florenciala Catedral de Florencia, llamada il Duomo y construida por Arnolfo di Cambio, tenía un gran agujero en el centro. El concurso para construir un tejado sobre él, lo ganó Brunelleschi, que construyó la mayor cúpula desde la época romana. Consiguió involucrara a los habitantes de la ciudad eligiendo equipos de trabajadores de las ocho partes en las que se dividía Florencia.
La iglesia de San Lorenzo de Florenciala iglesia fue diseñada por Brunelleschi, empleando todo lo que había aprendido admirando la arquitectura de la Roma Antigua. Tiene arcos, columnas y ventanas de arco de medio punto en estilo romano. Tiene un aspecto completamente distinto de las iglesias medievales góticas con sus arcos apuntados. Sólo se terminó el interior. El exterior todavía muestra ladrillo basto y nadie sabe que aspecto se le quería dar. En el interior, Brunelleschi mostró a todo el mundo un nuevo conjunto de reglas de arquitectura.
La Iglesia de San Andrés de Mantuabasándose en los arcos de triunfo que todavía se conservaban en Roma, el arquitecto Alberti diseñó la Iglesia de San Andrés de Mantua. Empleó el mismo aspecto «alto y con arco» y «bajo y cuadrado», similar al de los arcos romanos, en el interior de la iglesia. El diseño fue copiado posteriormente en numerosas ocasiones por otros arquitectos.
El Palacio Medici Riccardicuando se trataba de construir palacios, los ricos hombres del Renacimiento tenían necesidades distintas de los emperadores romanos, así que los arquitectos tuvieron que aplicar las reglas para construir un nuevo tipo de palacio suntuoso. Estos palacios renacentistas tienen habitualmente tres pisos y son bastante sencillos en su exterior. El interior posee un patio rodado por una bella columnata y ventanas. Los arquitectos como Michelozzo, que trabajaba para Cosme de Médici, se inspiraban en el Coliseo de Roma, que posee tres pisos adornados de arcos.
La Basílica de San Pedrola iglesia más famosa de Roma era la que había sido construida sobre la tumba de San Pedro. Hacia 1500, la iglesia amenazaba con derrumbarse. El papa decidió que, en lugar de reparar la vieja, se debía construir una iglesia nueva, en la que trabajarían numerosos artistas de la talla de Miguel Ángel, Rafael, Bramante, Maderna o Sangallo. Fue el primer edificio en usar columnas gigantes, llamado el «orden gigante». Posee una de las cúpulas más impresionantes del mundo, que ha sido copiada en numerosas ocasiones.
La Villa la Rotondaesta casa de campo fue construida por Palladio en 1550. Es un edificio cuadrado que tiene el mismo aspecto desde cualquiera de ellos. En el centro se eleva una cúpula. A cada lado muestra una gran pórtico, del estilo de un templo griego. El estilo es tan elegante que otros arquitectos lo emplearon posteriormente en iglesias, casas y palacios, incluyendo la Casa Blanca.

## Arquitectura barroca
La arquitectura barroca italiana se refiere a la arquitectura barroca practicada en la península itálica, en lo que hoy es Italia, en una época en que las ciudades-estado gradualmente habían ido perdiendo su independencia y estuvieron bajo la dominación extranjera, primero bajo España (1559-1713) y después Austria (1713-1796). Se inició en Roma a principios del siglo XVII, se difundió primero por las ciudades italianas y, luego en al resto de Europa y América y ejerció su influencia en todo el mundo católico. Precedido por el Renacimiento y el manierismo, se desarrolló a lo largo de todo el siglo XVII, durante el período del absolutismo, y fue sucedido por el rococó y el neoclasicismo. El término barroco, originalmente despectivo, indicaba la falta de regularidad y orden, que los defensores del neoclasicismo, influenciados por el racionalismo de la Ilustración, consideraban una indicación de mal gusto. De hecho, las características fundamentales de la arquitectura barroca, altamente decorativa y teatral, fueron las líneas curvas, con patrones sinuosos, como elipses, espirales o curvas con una construcción policéntrica, a veces con motivos que se entrelazan entre sí, para ser casi indescifrables. Todo tenía que despertar asombro y el fuerte sentido de la teatralidad empujaba a los artistas a la exuberancia decorativa, combinando pintura, escultura y estuco en la composición espacial y subrayando todo a través de sugestivos juegos de luces y sombras.
El estilo barroco se considera generalmente consustancial con la Contrarreforma, aunque luego también fue adoptado por las élites de los países protestantes del norte de Europa y por los del mundo eslavo ortodoxo. Su nacimiento en Roma a partir del Manierismo es coincidente con el de la compañía de Jesús —fundada en 1537 para fortalecer la influencia católica perdida y evangelizar el Nuevo Mundo— y con la del Concilio de Trento (1545-1563), que reformó los excesos más patentes de la Iglesia católica, cuya reputación se veía empañada por el patrocinio sistemático y por el escándalo de las indulgencias. Coincidió con el establecimiento de nuevas órdenes religiosas —barnabitas, jesuitas, oratorianos, teatinos— que demandaban nuevas iglesias, de un nuevo que inspirasen sorpresa y asombro, lugares para la propaganda de la fe católica en los que se perseguía la belleza con unas decoraciones cada vez más expansivas.
Los arquitectos barrocos tomaron los elementos básicos de la arquitectura renacentista, incluidas las cúpulas y las columnatas, y los hicieron más altos, más grandiosos, más decorados y más teatrales. Los efectos interiores a menudo se lograron con el uso de la Quadratura, o pintura trompe-l'oeil, combinada con la escultura; el ojo era dirigido hacia arriba, dando la ilusión de que se está mirando al cielo. Grupos de ángeles esculpidos y figuras pintadas se amontonan en el techo. La luz también se usó para lograr un efecto escénico; fluía desde las cúpulas y se reflejaba en una abundancia de dorados. Las columnas retorcidas también se usaron a menudo para dar una ilusión de movimiento hacia arriba, y los cartouches y otros elementos decorativos ocupaban cada espacio disponible. En los palacios barrocos, las grandes escaleras se convirtieron en un elemento central.
Los primeros ejemplos en los que este estilo es plenamente reconocible se pueden encontrar en algunas obras de Carlo Maderno (fachada de Santa Susanna (1585-1603), fachada y nave de San Pedro del Vaticano (1603-1626) y la basílica de Sant'Andrea della Valle (1608-1625), cuya fachada fue completada en 1655-1665 por Carlo Rainaldi), de Martino Longhi, el Joven (fachada de la iglesia de los Santos Vicente y Anastasio (1644-1650) en Trevi) y de otros, en los que destaca el intento de reforzar el eje central de las fachadas mediante el uso gradual de pilastras, semicolumnas y columnas.
Alcanzó su apogeo en el alto barroco (1625-1675), cuando Gian Lorenzo Bernini —cuya influencia en la vida artística de la época se ha llegado a calificar de dictadura —, Francesco Borromini y Pietro da Cortona contribuyeron a desarrollar aún más el lenguaje barroco, ya no solo en la aplicación de elementos decorativos, sino en la misma concepción del espacio basándose en la elaboración de nuevas formas como elipses, espirales y curvas policéntricas. La mayoría de sus contribuciones están relacionadas con edificios religiosos: iglesias de Sant'Andrea al Quirinale (1658-1670) y de la Asunción, en Ariccia, de Bernini; Sant'Agnese en Agone, San Carlo alle Quattro Fontane (1634-1646), Sant'Ivo alla Sapienza (1643-1662) y nave central de San Giovanni in Laterano (1646-1650), de Borromini; San Lucas y Santa Martina (1634-1650), Santa Maria della Pace (1656-1667) y fachada de Santa Maria en Via Lata, de Cortona. Aunque no faltaron fábricas civiles (como el palacio Barberini, de Bernini y Borromini, el palacio Montecitorio, de Bernini y Carlo Fontana, el palacio Chigi-Odescalchi, también de Bernini, y el palacio de Propaganda Fide y la galería en perspectiva del palacio Spada, de Borromini). Después de Bernini y Borromini, Carlo Fontana fue el arquitecto más influyente de Roma (fachada cóncava de San Marcello al Corso).
Cabe destacar también las transformaciones urbanas, principalmente debido a la actividad del papa Sixto V que, con el apoyo técnico de Domenico Fontana, promovió el primer proyecto moderno de planificación urbana de la ciudad de la Roma. Se trazaron nuevas vías en grandes ejes rectos que conectaban las áreas más importantes de la ciudad y los principales edificios religiosos y administrativos, y se construyeron o reorganizaron grandes plazas (plazas del Popolo, Navona y San Pedro) y edificios importantes, buscando construir una nueva Roma proporcionada a la antigua, extendiendo la zona habitada moderna hasta las murallas aurelianas, trazando en las colinas de la orilla izquierda otras calles rectilíneas. “Queda así fijada la fisonomía de la Roma moderna: Una ciudad que no intenta revivir la Roma antigua, pero que guarda sus reliquias y ha aprendido a frecuentarlas de forma natural, como testimonios del pasado.” - Leonardo Benevolo
El estilo barroco pronto se extendió más allá de los confines de la ciudad, llegando primero a Turín, donde la corte la casa de Saboya, particularmente receptiva, necesitaba plasmar en obras ambiciosas su reciente promoción política, y para ello empleó a un destacado trío de arquitectos: Guarino Guarini, Filippo Juvarra y Bernardo Vittone.</ref> Destacan la expansión de la ciudad de Carlo y Amedeo di Castellamonte, las residencias de la casa real de Saboya, las villas y palacios de Turín, y en especial la capilla de la Sábana Santa, la iglesia de San Lorenzo y el palazzo Carignano, todos de Guarini.
El estilo llegó a Milán —iglesia de San Giuseppe, de Francesco Maria Richini—, a Venecia —basílica de Santa Maria della Salute, de Baldassare Longhena, con una planta octogonal unida a un santuario bordeado por dos ábsides—, a Nápoles —donde Francesco Grimaldi, Cosimo Fanzago, Ferdinando Sanfelice estaban activos, de los que se recuerdan respectivamente la capilla real del Tesoro de San Gennaro, la iglesia de Santa Maria Egiziaca en Pizzofalcone y el palazzo dello Spagnolo—, a la región de Apulia —basílica de Santa Croce en Lecce, con decoraciones derivadas del plateresco español— y a Sicilia —especialmente después del terremoto de 1693: catedral de Sant'Agata en Catania, catedral de San Giorgio en Ragusa, iglesia de San Domenico en Noto—. La Toscana, por otro lado, permaneció vinculada a los gustos tardomanieristas (capilla de los Príncipes, con una planta octogonal, adornada con ricas incrustaciones creadas con piedras semipreciosas) y la producción más propiamente barroca puede datarse a principios del siglo XVIII.
La última fase de la arquitectura barroca italiana se ejemplifica en Nápoles por el Palacio de Caserta, de Luigi Vanvitelli. Transición ya hacia la arquitectura neoclásica, siguiendo el modelo de otros palacios borbónicos (palacio de Versalles, palacio Real de Madrid), se integra en el paisaje circundante. Sus dimensiones son extraordinarias; se le considera el mayor edificio de la Europa del siglo XVIII.
- Las fachadas de las grandes iglesias barrocas romanas
- Santa Susana en las Termas de Diocleciano, diseñada por Carlo Maderno en 1596
- San Carlo alle Quattro Fontane (1638-1641)
- San Lucas y Santa Martina (1634-1635), de Pietro da Cortona
- Santos Vicente y Anastasio de Trevi (1644-1650), de Martino Longhi, el Joven
- Santa Maria della Pace (1656-1667), de Pietro da Cortona
- Santa María in Campitelli (1659-1667), de Carlo Rainaldi

### Arquitectura del Rococó y del Barroco tardío

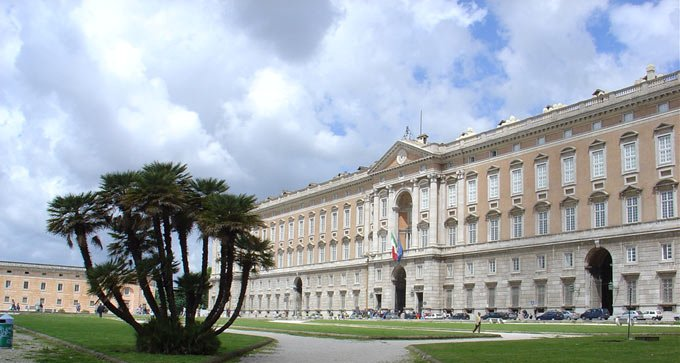
El Palacio Real de Caserta.

Durante siglo XVIII la capitalidad de la arquitectura europea se transfirió de Roma a París. El Rococó italiano, que floreció en Roma a partir de la década de 1720, estuvo profundamente influenciado por las ideas de Borromini. Los principales arquitectos en Roma —Francesco de Sanctis (escalinata de la Plaza de España, 1723) y Filippo Raguzzini (Piazza Sant'Ignazio, 1727)— a penas tuvieron influencia fuera de su país nativo, al igual que los numerosos seguidores del Barroco siciliano, incluyendo a Giovanni Battista Vaccarini, Andrea Palma y Giuseppe Venanzio Marvuglia.
Entre los arquitectos que fueron profundamente influenciados por la brillantez y la diversidad de Juvarra y Guarini, quizás el más importante fuera Bernardo Vittone. Sus principales obras son una serie de iglesias Rococó, de plantas cuatrifoliadas y delicados detalles. Sus sofisticados diseños a menudo muestran múltiples bóvedas, estructuras dentro de estructuras y cúpulas dentro de cúpulas.
Durante esta época, en el Véneto se estaba realizando un acercamiento a los temas de Palladio, evidente en la Villa Pisani en Stra (1721) y en la Iglesia de San Simeone Piccolo en Venecia, terminada en 1738.
La última fase de la arquitectura barroca en Italia se puede ejemplificar en el Palacio de Caserta de Luigi Vanvitelli, conocido como el mayor edificio construido en Europa en el siglo XVIII. Deudor de modelos franceses y españoles contemporáneos, el palacio está hábilmente relacionado con el paisaje. En Nápoles y Caserta, Vanvitelli realizó un estilo académico sobrio y clásico, con igual atención a la estética y a la ingeniería, un estilo que haría una fácil transición al Neoclasicismo. De la misma época es el Real Albergo dei Poveri de Nápoles, construido poco antes por Ferdinando Fuga, cuyo tamaño refleja el del Palacio de Caserta.

## Arquitectura neoclásica y delsigloXIX
La arquitectura neoclásica en Italia se desarrolló a partir de la segunda mitad del siglo xviii, en el contexto de pequeños Estados, a menudo enfrentados entre sí y dominados por potencias extranjeras, que precedió a la institución del reino unitario bajo Víctor Manuel II. Por este motivo, el neoclasicismo no se manifestó de igual manera en todo el territorio; además, la ausencia de una cultura unitaria y la gran pobreza que atenazaba a la península italiana en el siglo xviii no eran circunstancias propicias para una florida producción arquitectónica.
A principios de ese mismo siglo se había manifestado una breve, pero extraordinaria, época tardobarroca: en Roma se realizaron monumentos como la Piazza di Spagna, la Fontana di Trevi y la Piazza Sant'Ignazio, mientras que en Piamonte trabajaron Filippo Juvarra (1678-1736) y Bernardo Antonio Vittone (1704-1770). La actividad se trasladó posteriormente al reino de Nápoles, donde Ferdinando Fuga (1699-1782) y Luigi Vanvitelli habían sido llamados para ampliar, respectivamente, el Real Albergo dei Poveri y el Palacio Real de Caserta. En particular, el palacio real, pese a que su exterior muestra ya indicios de una cierta contención neoclásica, es considerado la última gran realización del barroco italiano. La afirmación del neoclasicismo fue por tanto lenta y difícil, y se valió fundamentalmente de aportaciones extranjeras, en particular francesas. Esa influencia francesa es evidente, por ejemplo, en la fachada del Teatro de San Carlos (1810-1816) de Nápoles, de Antonio Niccolini.
Pero a finales del xviii y principios del xix, todo en el país, desde villas y palacios, pasando por iglesias, edificios institucionales y jardines hasta llegar a los interiores, se basaba en recrear modelos de la Roma clásica, lógicamente, y en menor medida griegos. Fueron muchos los edificios inspirados en el Panteón de Agripa —como la iglesia de la Gran Madre di Dio, en Turín o la gran basílica de San Francisco de Paula (1816-1846) en la piazza del Plebiscito, la iglesia italiana más importante de la época—, bien directamente o a través de «La Rotonda», la obra maestra de Andrea Palladio. Antes del descubrimiento de las ciudades perdidas de Pompeya y Herculano, los edificios se inspiraban directamente en las ruinas y edificios clásicos, pero tras el descubrimiento las nuevas ruinas fueron un modelo arqueológico.
El neoclasicismo, incluida su variante neogriega, produjo muchas obras notables en el país, como el Caffè Pedrocchi (1816) de Padua (de Giuseppe Jappelli), el Tempio Canoviano (1819-1830) en Possagno (atribuido, no sin incertidumbres, a Giannantonio Selva), el Teatro Carlo Felice (1826-1828) de Génova (de Carlo Barabino, pero reconstruido en el siglo xx), el Cisternone de Livorno (1829-1842) de Pasquale Poccianti —con claras referencias a la arquitectura romana y al trabajo de Boullée y Ledoux— y el acondicionamiento de la piazza del Popolo en Roma por Giuseppe Valadier.
Además, son dignas de mención las intervenciones promovidas en  Trieste (Teatro Verdi, iglesia de Sant'Antonio), en Milán (palazzo Belgioioso, Villa Reale, Arco della Pace (1807-1838) de Luigi Cagnola, e Iglesia de San Carlo al Corso (1832-1847) y en Palermo (la ecléctica  Palazzina Cinese, el Gimnasio del Jardín Botánico de Palermo y el tardío Teatro Massimo). Todavía se observa un neoclasicismo tardío en la obra de Alessandro Antonelli en el diseño de los exteriores de la basílica de San Gaudencio en Novara y en la Mole Antonelliana en Turín.
Hubo escaso interés de los estudiosos hacia la arquitectura neoclásica italiana, lo que durante mucho tiempo limitó su examen profundo y sereno. Estudios más recientes han puesto de relieve los rasgos distintivos, las peculiaridades y, en algunos aspectos, el carácter unitario de la producción italiana, en sus variantes regionales o incluso locales, en el contexto del policentrismo que todavía caracterizaba la península entre los siglos xviii y xix.
- Edificios neoclásicos en Italia
- Teatro Carlo Felice en Génova (1826-1828), restaurado tras el incendio de los bombardeos de 1943.
- Templo Canoviano (1819-1830) en Possagno, obra de Giannantonio Selva.
- Iglesia de la Gran Madre di Dio (1818-1831) en Turín, de Ferdinando Bonsignore.
- Arco della Pace (1807-1838) en Milán, de Luigi Cagnola.
- Cisternone (1829-1842) en Livorno, de Pasquale Poccianti.

A mediados del siglo XIX, Italia también ganó cierto renombre por algunas de sus estructuras vanguardistas. La Galería Víctor Manuel II en Milán, construida en 1865, fue la primera estructura de hierro y vidrio de Italia y la galería comercial construida para tal fin más antigua del mundo. La galería influiría posteriormente en la Galleria Umberto I de Nápoles.

## Arquitectura moderna

### Arquitectura modernista, racionalista y fascista
La arquitectura modernista tuvo a sus principales y más originales exponentes en Giuseppe Sommaruga y Ernesto Basile. El primero, autor del Palazzo Castiglioni en Milán, y el segundo proyectó una expansión del Palazzo Montecitorio de Roma.
Sin embargo, en la década de 1920 y los años siguientes se desarrolló un nuevo lenguaje arquitectónico: el Racionalismo. Esta forma de arquitectura futurista fue introducida por Antonio Sant'Elia y luego por el Gruppo 7, formado en 1926, entre otros por Luigi Figini, Guido Frette, Sebastiano Larco, Gino Pollini, Carlo Enrico Rava, Giuseppe Terragni, Ubaldo Castagnola y Adalberto Libera. Tras la disolución del grupo, fue adoptado por arquitectos individuales, como Giuseppe Terragni (Casa del Fascio en Como), Adalberto Libera (Villa Malaparte en Capri) y Giovanni Michelucci (Estación de Florencia Santa Maria Novella).
Durante los años del Fascismo, el Racionalismo fue desbancado por el Novecento Italiano, que rechazaba los temas de la vanguardia y trataba de revivir el arte del pasado. Sus miembros más importantes en el campo de la arquitectura fueron Gio Ponti, Pietro Aschieri y Giovanni Muzio. Este movimiento inspiró a Marcello Piacentini en la creación de su «Neoclasicismo simplificado», relacionado con el redescubrimiento de la Roma imperial. Piacentini fue autor de diversas obras en muchas ciudades italianas, de las que la más importante sería la creación de la controvertida Via della Conciliazione en Roma.

### Arquitectura tras la II Guerra Mundial
Algunos de los arquitectos más importantes que han trabajado en Italia entre finales del silo XX y principios del XXI son Renzo Piano, Massimiliano Fuksas y Gae Aulenti. Los trabajos de Piano incluyen el Estadio San Nicola en Bari, el Auditorium Parco della Musica en Roma, los trabajos de renovación del Puerto Viejo de Génova y la Iglesia del Padre Pío en San Giovanni Rotondo. Entre las obras más destacables de Fuksas está el Grattacielo della Regione Piemonte y el Centro Congressi Italia Nuvola en EUR, en Roma. Los trabajos italianos de Gae Aulenti incluyen las obras de renovación del Palazzo Grassi en Venecia y la Stazione Museo del Metro de Nápoles.
Otras figuras destacables, activos en la arquitectura contemporánea en Italia son el suizo Mario Botta (Museo d'arte moderna e contemporanea di Trento e Rovereto, renovación de La Scala de Milán), Zaha Hadid (MAXXI en Roma, rascacielos "Lo Storto" en Milán), Richard Meier (Iglesia de Dios Padre Misericordioso y edificio cubriendo el Ara Pacis, ambos en Roma), Norman Foster (Estación de Belfiore en Florencia), Daniel Libeskind (rascacielos "Il Curvo" en Milán) y Arata Isozaki (Palasport Olimpico en Turín, junto con Pier Paolo Maggiora y Marco Brizio; rascacielos "Il Dritto" en Milán).